# Medvěd ušatý
Medvěd ušatý (Ursus thibetanus), též zvaný medvěd himálajský, patří mezi menší medvědy, obývá střední a východní Asii, stoupá vysoko do hor a docela obratně šplhá po stromech. V přírodě se živí hlavně kořínky, žaludy, ořechy, výhonky a jinými plody, je téměř úplný vegetarián, někdy se v jeho jídelníčku vyskytuje také med a hmyz, např. mravenci, a také si občas chodí přilepšit na lidské pole.

## Charakteristika
Je do značné míry podobný baribalovi. Samec váží 110 – 150 kg, samice 65 – 90 kg. Délka jeho těla se pohybuje mezi 140 a 180 cm. Dožívá se až 25 let. Od ostatních medvědů se liší štíhlejší tlamou, černě zbarvenou srstí a především bílou skvrnou do tvaru V či Y umístěnou na hrudi. Delší srst na lopatkách a po stranách krku tvoří dojem límce. Samci jsou přibližně o 20 % větší než samice. Mají skvělý čich, ale zrak a sluch není tak dobře vyvinutý, jak lze poznat i podle jejich dlouhého čenichu a drobných očí a středně velkých kulatých uší. Jejich silné a dlouhé tlapy mají vyzbrojeny dlouhými nezatažitelnými drápy. Chodí pomalu a ostražitě. Při chůzi se dotýkají země jako člověk tedy pěti prsty a patou (jsou ploskochodci), ale v nebezpečí dovedou běhat a šplhat velmi rychle a obratně. Dospělí jedinci tráví více než polovinu své aktivity na stromech, kde získávají potravu. Žije samotářsky kromě období páření v říjnu. Chová se mírumilovně a člověku se vyhýbá. Je-li vyrušen ze zimního spánku, svého narušitele může napadnout.

## Rozmnožování
Probíhá od půlky června do půlky srpna. Samice jsou pohlavně schopné mít mláďata ve druhém až třetím roce života. Březost trvá 6 – 7 měsíců, v lednu až únoru vrhá 1 – 4 mláďata. Mláďata jsou po narození slepá a holá. Z brlohu odchází společně s matkou během května. V její blízkosti přebývají min. dva roky od narození.

## Výskyt
Obývá střední, jižní, východní a jihovýchodní Asii. Žije hlavně v tropických a subtropických lesech. Raději žije v hornatých územích, odkud v letním období vystupuje do výšek okolo 3500–3700 m n. m. S blížící se zimou schází níže do údolí.

## Hrozby
Pro četnost výskytu medvěda ušatého je největší hrozba mizení vhodného prostředí a především zvětšující se poptávka po žluči. Žluč medvěda ušatého je považována za léčivou a je již po staletí využívána k léčbě, která se stále používá v tradičním asijském lékařství. Medvědi jsou pro žluč buďto loveni pytláky, nebo drženi na farmách, kde je jim žluč velmi bolestivě odebírána, a to při plném vědomí. Medvědi jsou na těchto farmách drženi ve velmi malých klecích, kde se nemohou ani pohnout. Odhaduje se, že je v Číně využíváno přes 9000 zvířat. Podobným způsobem medvědy využívají i ve Vietnamu, Laosu a Jižní Koreji, kde však převládá spíše ilegální odstřel volně žijících zvířat.

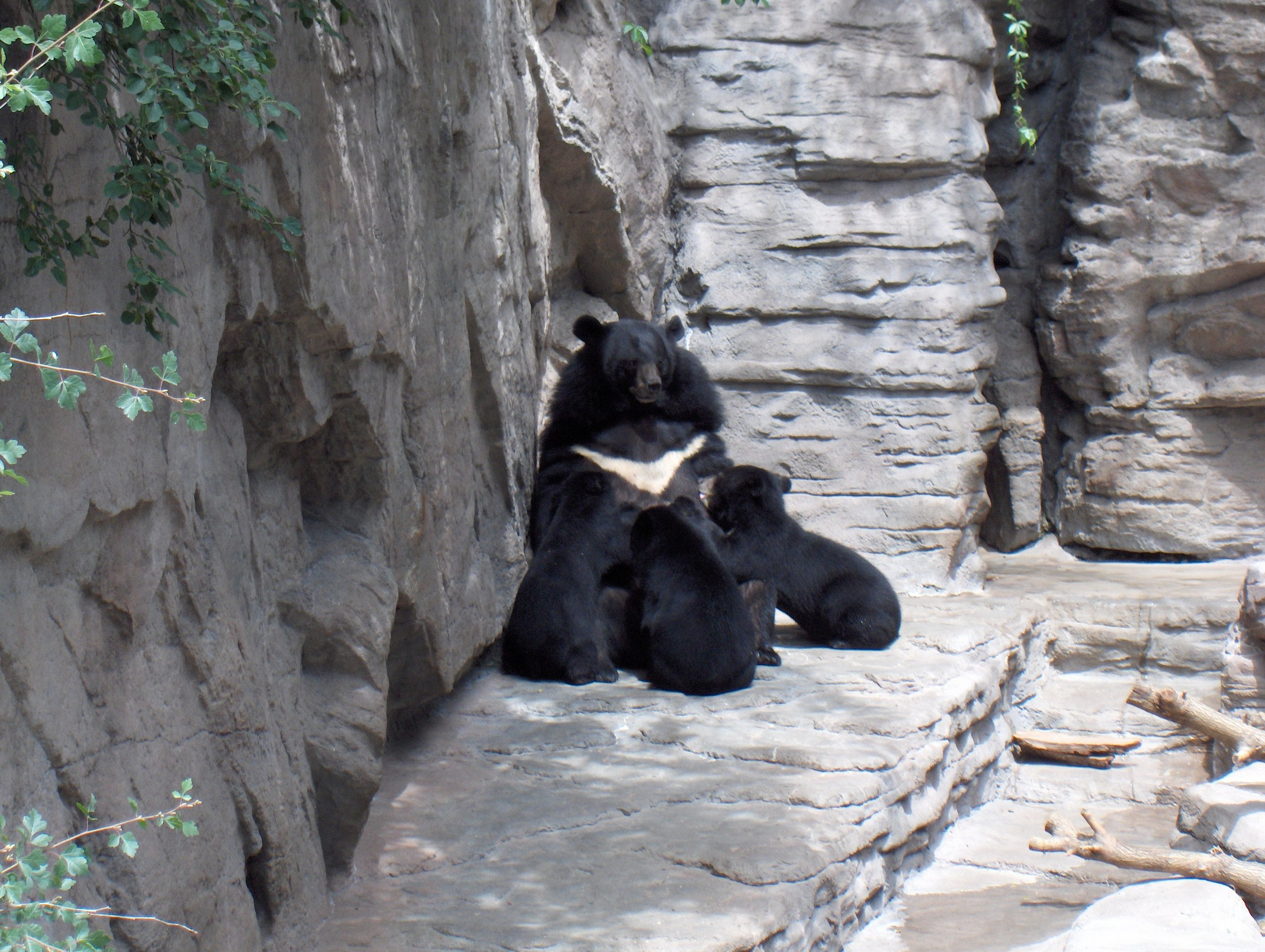
matka s mláďaty